# Coniopteryx (Metaconiopteryx) arcuata
Coniopteryx (Metaconiopteryx) arcuata is een insect uit de familie van de dwerggaasvliegen (Coniopterygidae), die tot de orde netvleugeligen (Neuroptera) behoort. 
Coniopteryx (Metaconiopteryx) arcuata is voor het eerst wetenschappelijk beschreven door Kis in 1965.